# Casino de Kulosaari
Le casino de Kulosaari (finnois : Kulosaaren casino) est un restaurant fondé en 1915 dans le quartier de Kulosaari à Helsinki en Finlande.

## Présentation
Le bâtiment, conçu par Armas Lindgren, est situé sur la pointe rocheuse sud de l'île. 
La première restauratrice en fut Mme Paterson-Fahlen. 
Fondé en 1915, le restaurant appartient maintenant à NoHo Partners,.
Le cœur du restaurant, la salle Merisali, offre une vue sur le golfe de Finlande. L'unique Merisali et le restaurant d'été Sun Marine avec sa terrasse en pelouse offrent un cadre pour les mariages, les fêtes privées, les réunions et les fêtes d'entreprise.
Le restaurant est situé à 10 minutes du centre-ville d'Helsinki.
La station de métro Kulosaari est à environ un kilomètre à pied du Casino.
L'arrêt de bus le plus proche, Kalliokaivonmäki, est situé à 500 mètres et le bus 16 circule entre Rautatientori et Kulosaari.

## Galerie

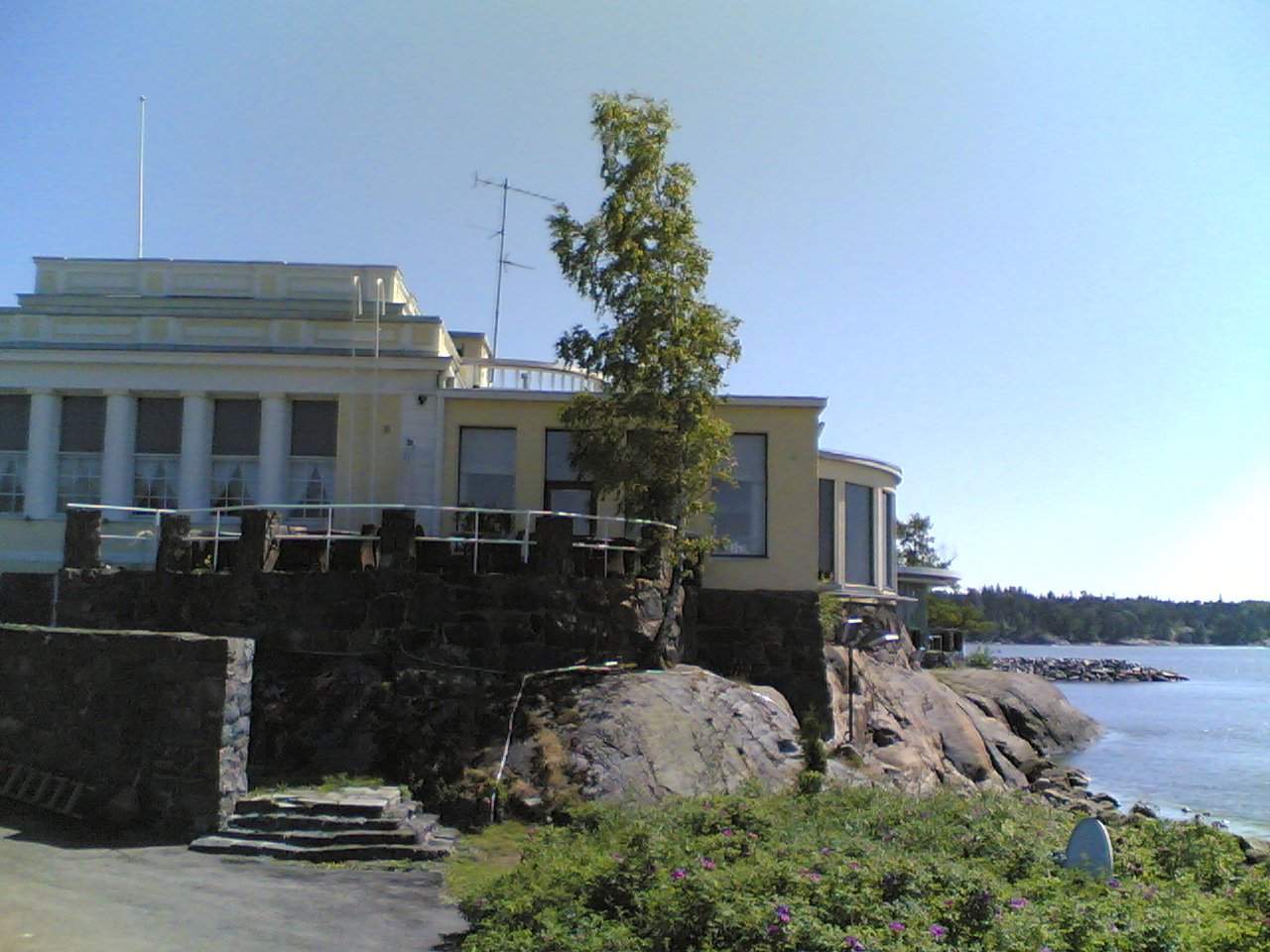
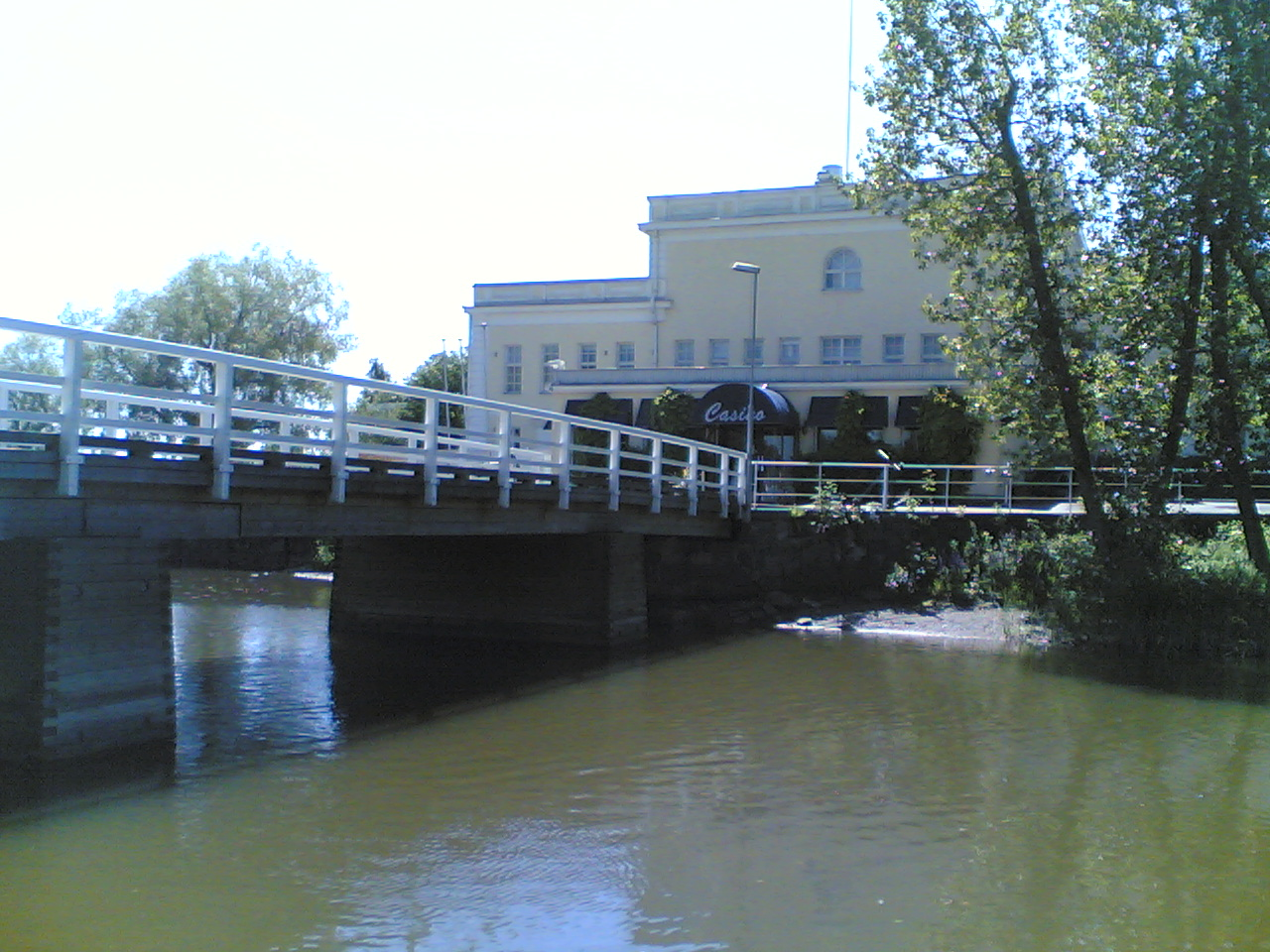
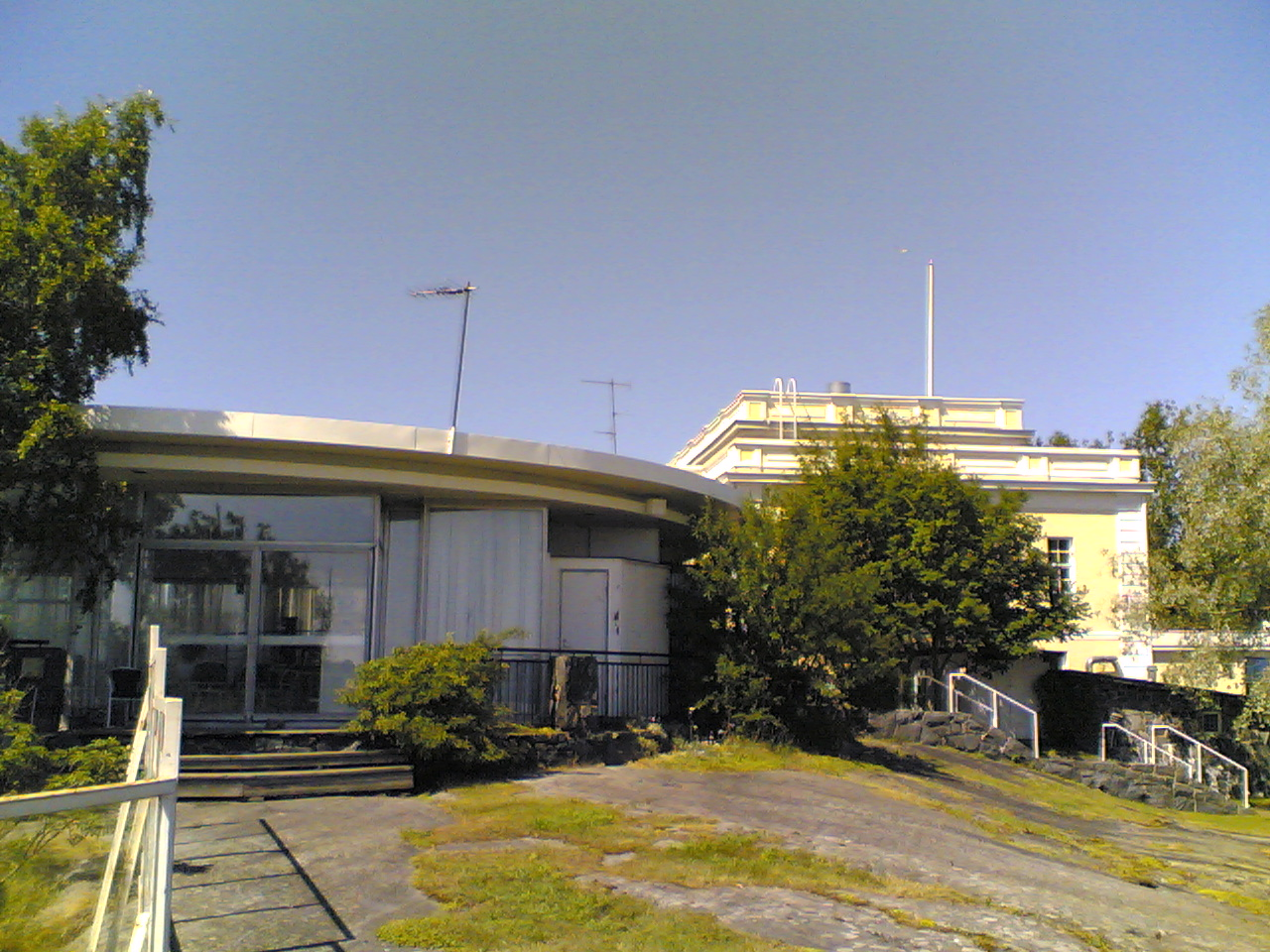